# Focke-Wulf Fw 190
Focke-Wulf Fw 190 е германски едноместен изтребител с един двигател, проектиран от Курт Танк в края на 1930-те години и широко използван по време на Втората световна война. Заедно с Messerschmitt Bf 109, двата самолета съставляват гръбнака на изтребителната сила на Луфтвафе. Звездообразният двигател BMW 801 задвижва повечето варианти на Fw 190 и му позволява да лети с по-голям товар отколкото Bf 109. Поради тази причина, той се използва както като дневен изтребител, така и като изтребител бомбардировач и щурмови самолет, но в по-малка степен като нощен изтребител.
Самолетът започва да лети над Франция през август 1941 г. и бързо се доказва като превъзхождащ британските си преки съперници Spitfire Mk. V. Focke-Wulf Fw 190 запазва превъзходството си над съюзническите изтребители до въвеждането на Spitfire Mk. IX. През ноември/декември 1942 г. Fw 190 прави своя боен дебют на Източния фронт, осъществявайки специализирани въздушни удари.
Представянето на самолетите от серията Fw 190A се влошава с покачване на надморската височина (обикновено над 6000 m), което намалява ефективността им на спираща сила при голяма височина. Още от зараждането на Fw 190 се полагат усилия за справяне с този проблем чрез турбокомпресорен BMW 801 в Модел B или удължения Модел C. И макар последващите удължени модели на Fw 190 да могат да се противопоставят на съюзническите си опоненти, те са въведени твърде късно, за да повлияят на изхода от войната.
Самолетът се харесва от пилотите. Едни от най-успешните асове на Луфтвафе правят много от попаденията си с него: Ото Кител, Валтер Новотни и Ерих Рудорфер. Счита се за един от най-добрите изтребители през Втората световна война.
В днешно време са запазени 23 бройки Fw 190, от които 11 се намират в САЩ.

## Разработка
До Втората световна война употребата на звездообразни двигатели при изтребителите е относително рядко явление в Европа, тъй като се счита, че голямата им площ води до голямо челно въздушно съпротивление за малък самолет като изтребител. Курт Танк не е убеден в правотата на този аргумент, тъй като е виждал звездообразни двигатели в американския военноморски флот, и чувства, че правилно механизираното монтиране би отстранило този проблем.
Най-горещите точки на всеки двигател с въздушно охлаждане са цилиндровите глави, намиращи се по периферията на звездообразния двигател. За да се осигури достатъчно въздух за охлаждане на двигателя, въздушният поток трябва да се увеличи максимално по периферията. Това обикновено се осъществява чрез оставяне на предницата на двигателя открита, което от своя страна причинява значително челно съпротивление. През 1920-те години Националният консултативен комитет по въздухоплаването на САЩ смекчава този проблем, като започва да поставя аеродинамичен профил около цилиндровите глави – това позволява въздухът да се ускорява около цилиндрите при навлизане в обтекателя, а площта на предницата на двигателя да се намали. Танк внася допълнително подобрение по тази концепция. Той предлага да се поставят компоненти за въздушен поток върху витлото под формата на витлов спинер, чийто външен диаметър е със същия размер като двигателя. Обтекателят около двигателя е драстично опростен, вече бидейки прост цилиндър. Въздухът навлиза през малка дупка в центъра на спинера и се насочва по въздуховоди вътре в него по такъв начин, че да духа иззад цилиндровите глави. За да се осигури достатъчно голям въздушен поток, в центъра на дупката е поставен вътрешен цилиндър, имащ за цел да се компресира въздуха.
Що се касае до дизайнерската философия, Танк желае нещо повече от самолет, построен само за висока скорост. За разлика от сложните, склонни към повреди колесници на главната предавка, закрепени към фюзелажа на Fw 159, една от главните черти на Fw 190 е широкото прибиращо се навътре устройство за излитане и кацане. То е направо изключително здраво, надминавайки обичайно изискваните параметри за устойчивост. Използват се хидравлични спирачки. Широките колесници предоставят по-добро управление на земята, поради което Fw 190 търпи по-малко инциденти на земята, отколкото Bf 109.
Повечето самолети от тази епоха използват жила и ролки за контрол. Жилата се обтягат, което ги прави по-малко отзивчиви и изискващи постоянна поддръжка за правилната им работа. За новия дизайн, екипът от инженери заменя жилата с твърди бутала и лагери, за да се отстрани проблема. Друга иновация е максималното олекотяване на управлението. Максималното съпротивление на елероните е ограничено до 3,5 килограма, тъй като средната мъжка китка не може да приложи по-голяма сила. Опашката включва относително малки и добре балансирани хоризонтални и вертикални повърхности.
Дизайнерският екип също се опитва да намали изменението на баланса на самолета при различни скорости, с цел улесняване на пилота. Те постигат такъв успех в това отношение, че откриват, че вече не са нужни регулируеми елерони и кормило по време на полет. Единствено елеваторите трябва да се регулират в полет (което важи за всички самолети). Това е придружено от накланяне на целия хоризонтален стабилизатор чрез електромотор, като ъгълът на наклона може да варира от −3° до +5°.
Друг аспект на новия дизайн е широко използване на електрически захранвано оборудване вместо хидравлични системи, които се използват при повечето самолети по това време. При първите два прототипа устройството за излитане и кацане е хидравлично. От третия прототип нататък колесниците се задействат с бутони, контролиращи електрически мотори в крилата. Въоръжението също се зарежда и изстрелва електрически. Танк вярва, че службата на самолета ще докаже, че електрически захранваните системи са по-надеждни от хидравликата, тъй като електрическите линии са много по-малко склонни към повреди от вражески огън.
Също като Bf 109, самолетите Fw 190 имат относително малка площ на крилете и сравнително високо натоварване на крилете. Това представлява компромис с представянето на самолета – самолет с по-малки криле има по-малко въздушно съпротивление при повечето летателни условия, поради което лети по-бързо и има по-голям обсег, но от друга страна той може по-лесно да зависне и да загуби скорост, което го прави по-малко манивруем и неподходящ при голяма надморска височина, където въздухът е по-разреден. Крилете са дълго 9,5 m и имат площ от 15 m2.
По-ранните самолетни проекти включват навеси, съставени от малки плексигласови плочи в метална рамка, като задната част на навеса е подравнена със задния фюзелаж. Този дизайн силно ограничава видимостта, особено назад. Въвеждането на вакуумна формовка води до създаването на навес, който като цяло се поддържа сам и може да се постави над кокпита, подобрявайки цялостната видимост.
Крайният избор на 14-цилиндров звездообразен двигател BMW 801 пред по-проблемния BMW 139 също включва и обтекаема система с радиатор, който охлажда моторното масло. Пръстеновидно охлаждащо маслото ядро е вградено в предния обтекател, точно зад вентилатора. Обтекателят образува S-образен канал с метален пръстен, като охлаждащото ядро е между тях. Степента на охлаждащия въздушен поток може да се регулира чрез преместването на металния пръстен, чрез което се отваря или затваря пролуката, която създава вакуумен ефект, издърпвайки въздуха пред двигателя към охладителното ядро. Причините са тази сложна система са поне три. Първата е, че по този начин се намалява допълнителното въздушно съпротивление на масления радиатор. Втората е, че така се затопля въздуха, преди да достигне радиатора, като по този начин се затопля маслото преди запалване на двигателя. Третата е, че чрез поставянето на радиатора зад вентилатора, охлаждането работи, дори когато самолетът е паркиран. Недостатък на дизайна е, че радиаторът е в изключително уязвима позиция, а металният пръстен бива все по-брониран с напредване на войната.

## Варианти

### Първи прототипи
- Fw 190 V1
- Fw 190 V2
- Fw 190 V3
- Fw 190 V4

### По-късни прототипи
- Fw 190 V5
- Fw 190 V5k
- Fw 190 V5g

### Fw 190 A
През войната са произведени общо 13 291 модела Fw 190 A.
- Fw 190 A-0
- Fw 190 A-1
- Fw 190 A-2
- Fw 190 A-3
- Fw 190 A-3a
- Fw 190 A-4
- Fw 190 A-5
- Fw 190 A-6
- Fw 190 A-7
- Fw 190 A-8
- Fw 190 A-9
- Fw 190 A-10

### Разработки за голяма надморска височина
- Fw 190 V12
- Fw 190 V13
- Fw 190 V15
- Fw 190 V16
- Fw 190 V18
- Fw 190 B-0
- Fw 190 B-1
- Fw 190 C
- Fw 190 D
- Fw 190 D-0
- Fw 190 D-1
- Fw 190 D-2
- Fw 190 D-9
- Fw 190 D-11
- Fw 190 D-12
- Fw 190 D-13

### Разработки за наземни удари
- Fw 190 F
- Fw 190 F-1
- Fw 190 F-2
- Fw 190 F-3
- Fw 190 F-8
- Fw 190 F-9
- Fw 190 G
- Fw 190 G-1
- Fw 190 G-2
- Fw 190 G-3
- Fw 190 G-8

### Тренировъчни
- Fw 190 A-5/U1
- Fw 190 A-8/U1
- Fw 190 S-5
- Fw 190 S-8

## Спецификации (Fw 190 A-8)
Основни характеристики
- Екипаж: 1 летец
- Дължина: 8,95 m
- Разпереност: 10,50 m
- Височина: 3,15 m
- Площ на крилете: 18,3 m2
- Тегло празен: 3200 kg
- Тегло зареден: 4417 kg
- Максимално тегло за излитане: 4900 kg
- Горивен запас: 639 l
- Задвижване: 1 × BMW 801D-2 14-цилиндров радиален двигател с въздушно охлаждане, 1677 к.с. (1250 kW)

Експлоатационни качества
- Максимална скорост: 652 km/h на 5900 m височина
- Боен обсег: 400 – 500 km
- Таван на изкачване: 10 350 m
- Скорост на изкачване: 15 m/s
- Натоварване на крилете: 241 kg/m2

Въоръжение
- Оръдия: 2 × 13-mm синхронизирани картечници MG 131 с по 475 патрона, 4 × 20-mm оръдия MG 151/20 E
- Бомби: 1 бомба под фюзелажа или 4 бомби под крилете

## Потребители
- Нацистка Германия
- Чехословакия
- Франция
- Испания
- Унгария
- Япония
- Турция
- Румъния
- САЩ (пленени бройки)
- Югославия